# 2012年ジョージア国会議員選挙
2012年ジョージア国会議員選挙は、2012年10月1日に執行された、ジョージアの立法府である国会（一院制）を構成する議員を全面改選するための選挙である。1991年にソビエト連邦から独立して以来、第7回目の国会議員選挙であり、実業家ビジナ・イヴァニシヴィリ率いる野党連合「ジョージアの夢」が第一党となった。
この選挙は、2011年に与野党各党の合意により改革された選挙制度に基づいて実施された。定数150議席のうち77議席は政党の得票率に応じて比例配分となり、残りの73議席は小選挙区に割り振られた。

## 背景

### 反政府デモ
2007年ジョージア反政府デモの際、当時の大統領ミヘイル・サアカシュヴィリは警察を使って野党勢力を弾圧した。2009年、野党各党は共同で当時の政府対応を非難し、サアカシヴィリの大統領辞任を求める抗議活動を行った。また2011年にも大統領辞任を求めるデモ活動が発生したが、鎮圧された。

### 2010年の憲法改正
2010年10月15日にジョージア憲法の改正が可決されたが、2012年の総選挙で選出された国会議員に対する改正憲法の効力は、2013年10月に選出される次期大統領の就任と同時に発効する形であった。この改正憲法は、ジョージア首相および行政府の権限を強化し、大統領の権限を削減するものであった。また2011年7月1日に可決された法律にて、2012年の総選挙で選出された議員とその議会は、現在のトビリシを離れ、ジョージア第2の都市クタイシに恒久移転することも決められていた。

### 2010–2011年の選挙改革
2010年11月、統一国民運動および野党各党は、新たな選挙制度を導入するための協議を開始した。2011年6月27日、統一国民運動は選挙制度改革の提案内容について大多数の合意を得ることに成功したが、これによって野党8党派による連合は実質的な分裂に至った。
統一国民運動は野党8党派連合のうちキリスト教民主運動と新右派党の切り崩しに成功。また連合外の野党2党（国民民主党、欧州民主党）とも合意を取り付けた。上述の野党4党派は改革選挙制度について、統一国民運動との取り決めに署名した。これは国会の議員定数を190議席（小選挙区83議席、比例代表107議席）に増加させることを目指すという内容の取り決めであった。
一方、野党8党派連合のうち残り6党（国民フォーラム、自由民主主義者党、ジョージア保守党、ジョージア共和党、ジョージアの道、人民党）は選挙制度改革の取り決めに参加せず、7月8日に新しい野党連合を成立した。なお、この連合は2011年10月6日に分裂した。

## 政党
- 統一国民運動
- 「ジョージアの夢」連合
  - ジョージアの夢＝民主ジョージア
  - ジョージア共和党
  - 自由民主主義者党
  - 国民フォーラム
  - ジョージア保守党
  - 産業はジョージアを救済する
- キリスト教民主連合
  - キリスト教民主運動（英語版）
  - 欧州民主党（英語版）
- ジョージア労働党
- 新右派党（グルジア語版）
- 自由ジョージア党（グルジア語版）
- 国民民主党（グルジア語版）
- ジョージア公正運動（グルジア語版）
- 人民運動
- タヴィスプレバ（グルジア語版）
- ジョージア団（英語版）
- 人民党（英語版）
- メラブ・コスタヴァ協会
- 未来ジョージア（グルジア語版）
- 労働評議会
- ジョージアスポーツ選手連盟

### 選挙活動
急進派野党「民主運動＝統一ジョージア」の党首ニノ・ブルジャナゼは、2011年5月の反政府デモにおける警察とデモ隊の衝突で4人が死亡したことを受け、討論会への参加を拒否した。
2011年10月7日、それまで当局と良好な関係を維持していた実業家ビジナ・イヴァニシヴィリが、ミヘイル・サアカシュヴィリ政権への批判を露わにした。彼は新たな政党を立ち上げて2012年の国会議員選挙に臨むことを明らかにした。彼はダヴィト・ウスパシュヴィリ率いるジョージア共和党およびイラクリ・アラサニア率いる自由民主主義者党と、将来的なパートナーとして手を組んだ。同時にイヴァニシヴィリは文書にて、自身がジョージアの市民権とロシアの市民権に加えて、フランスのパスポートを保持していることも明らかにした。これに対してジョージアの市民登録局は、イヴァニシヴィリのジョージア市民権が無効になっているとの判断を下した。法律によれば、ジョージアの市民権を有する者だけが政党の設立や政党資金の調達をすることができる。2012年5月、国会は欧州連盟にて市民権を有する者がジョージアの国会議員となることを認めることを議決した。2012年5月27日、イヴァニシヴィリと彼が率いる野党連合「ジョージアの夢」は選挙活動の開始を発表し、トビリシ繁華街での大規模な反政府集会に数万人の支持者を惹き寄せた。
9月9日と9月18日には公営テレビ放送において選挙討論が実施されたが、イヴァニシヴィリは討論方式に不満を示し、ジョージアの夢は討論への参加を拒否した。イヴァニシヴィリはヴァノ・メラビシヴィリ首相との討論を一度も行わず、ミヘイル・サアカシュヴィリと一度会合したのみであった。イヴァニシヴィリは「私はヴァノ氏を尊敬している。だが、彼との討論はうまくいかないだろう」と述べた。

### デモ活動
トビリシのテレビ局マエストロと、ビジナ・イヴァニシヴィリが所有する独立局TV9は、ジョージアの刑務所における拷問の様子を放送した。これを受けて反政府デモ活動の参加者はサアカシヴィリ大統領の辞任を求めた。この映像が公開された後、国家検察庁は「政治的動機を持つ人物」としてトビリシ第8刑務所の所長 と代議士2名、そして刑務所警備員など計10名の逮捕を発表した。これを受けてバチャナ・アハライア内務大臣とハトゥナ・カルマヘリゼ矯正・法務支援大臣が辞任。サアカシヴィリ大統領は声明を発表した。
今夜、私は今回の非人道的行動によるすべての被害者と、このジョージアを築いたすべての国民、そしてこれからこのジョージアをともに築いていくすべての人に宣言します。私たちは、そこが刑務所であろうと、その他のいかなる場所であろうと、このような振る舞いを容認することはありません。今回の犯罪に関与した者たちは、刑務所で長い時間を過ごすことになります。この恐怖を撮影するために、警備員に賄賂を贈った者も例外ではありません。
ヴァノ・メラビシヴィリ首相はズラブ・アデイシヴィリ法務大臣、ムルタズ・ゾデラヴァ検事総長、新刑務所長ギオルギ・ロルトキパニゼとテレビ会議を行い、「現状を鑑みる と、この制度は完全に廃止すべき」と改革を指示した。そしてメラビシヴィリ首相は「これは緊急事態だ」と付け加え、改革が遂行されるまでは警察官による刑務所の巡回が必要であると命じた。

## 各国の支持
9月17日、ブルガリア、チェコ、ラトビア、リトアニア、ルーマニアの各国外務大臣がジョージアを訪問。民主化のプロセス、国内の政治改革、欧州・太平洋との統合に向けたジョージアの動きについて、各外相は支持する方向性を示した。彼らはミヘイル・サアカシュヴィリ大統領、ダヴィト・バクラゼ国会議長、ギガ・ボケリア国家安全保障会議書記、野党勢力の人物数名、欧州連合の選挙監視団と会合した。続いてスウェーデンとポーランドの外務大臣が訪問し、政権幹部や野党勢力の人物と選挙の準備について話し合った。

## 選挙監視団
8月23日、欧州安全保障協力機構が派遣した選挙監視団のトニノ・ピツラは、監視団員からの報告として「国家の政治偏向が拡大傾向にある」と述べた。特に国家監査局への懸念を示し、個人や政党の支出に関する合法性調査において疑義のある決定を下していることを指摘した。国家監査局が明確で透明なガイドラインを持たないままに幅広い裁量権を行使し、厳しい罰則を科す権限を有していることを問題視した。そして罰則の適用は不平等であり、明らかに特定の政治的主題を主たる対象として恣意的に行使していると言及した。欧州安全保障協力機構の議員会議議長リッカルド・ミグリオリは「ジョージアの選挙運動においてごく一部のレーニン主義者は、政策の議論ではなく政敵の駆逐に注力していた」と加えた。

## 出口調査
各メディアが出口調査の結果を発表したが、ほぼすべてジョージアの夢が優勢であるとの見込みを示した。ジョージア国会議員選挙で最も早く発表された出口調査では野党連合ジョージアの夢が与党統一国民運動を引き離す結果となっていた。この発表を受けて、トビリシの自由広場は拍手と歓声で満たされた。
ジョージアの放送局ルスタヴィ2がアメリカの調査会社エディソン・リサーチに発注して実施した出口調査では野党陣営が得票率51パーセントで優勢、一方の与党陣営は41パーセントの得票率にとどまった。またNGO有権者連盟は実施した別の調査では、ジョージアの夢が70パーセントの得票率、統一国民運動は25パーセントの得票率であった。

## 結果

### 政党別得票
| 政党 | 政党 | 比例代表  | 比例代表 | 比例代表 | 小選挙区 | 合計議席 | 議席増減 |
| 政党 | 政党 | 得票数    | 得票率   | 獲得議席 | 獲得議席 | 合計議席 | 議席増減 |
| --- | --- | --------- | -------- | -------- | -------- | -------- | -------- |
| | ジョージアの夢 - ジョージアの夢＝民主ジョージア - ジョージア保守党 - 産業はジョージアを救済する - ジョージア共和党 - 自由民主主義者党 - 国民フォーラム | 1,181,862 | 54.97    | 44       | 41       | 85       | 83       |
| | 統一国民運動 | 867,432   | 40.34    | 33       | 32       | 65       | 54       |
| | キリスト教民主連合 - キリスト教民主運動 - 欧州民主党                                                                                                   | 43,805    | 2.04     | 0        | 0        | 0        | 6        |
| | ジョージア労働党 | 26,621    | 1.24     | 0        | 0        | 0        | 6        |
| | 新右派党 | 9,255     | 0.43     | 0        | 0        | 0        | 17       |
| | 自由ジョージア党 | 5,865     | 0.27     | 0        | 0        | 0        | 0        |
| | ジョージア公正運動 | 4,073     | 0.19     | 0        | 0        | 0        | 0        |
| | 国民民主党 | 3,023     | 0.14     | 0        | 0        | 0        | 0        |
| | ジョージア団 | 2,324     | 0.11     | 0        | 0        | 0        | 0        |
| | ジョージアスポーツ選手連盟 | 1,572     | 0.07     | 0        | 0        | 0        | 0        |
| | タヴィスプレバ | 1,013     | 0.05     | 0        | 0        | 0        | 0        |
| | メラブ・コスタヴァ協会 | 997       | 0.05     | 0        | 0        | 0        | 0        |
| | 未来ジョージア | 701       | 0.03     | 0        | 0        | 0        | 0        |
| | 労働評議会 | 581       | 0.03     | 0        | 0        | 0        | 0        |
| | 人民運動 | 546       | 0.03     | 0        | 0        | 0        | 0        |
| | 人民党 | 527       | 0.02     | 0        | 0        | 0        | 0        |
| 有効投票総数                                                                                            | 有効投票総数 | 2,150,197 | 100      | 77       | 73       | 150      | 増減なし |
| 無効票                                                                                                  | 無効票 | 65,414    | –        | –        | –        | –        | –        |
| 合計 | 合計 | 2,215,611 | 100      | 77       | 73       | 150      | 増減なし |
| 有権者数 / 投票率                                                                                       | 有権者数 / 投票率 | 3,613,851 | 59.76    | –        | –        | –        | –        |
| 出典: - Central Election Commission of Georgia - Results; Civil.ge - results of repeat polling 備考: 1. | |           |          |          |          |          |          |

### 地域別得票
| 地域                                           | ジョージアの夢 | 統一国民運動 |
| ---------------------------------------------- | -------------- | ------------ |
| カヘティ州                                     | 48,05 %        | 47,06 %      |
| グリア州                                       | 58,79 %        | 37,33 %      |
| イメレティ州                                   | 57,87 %        | 37,47 %      |
| ムツヘタ＝ムティアネティ州                     | 62,84 %        | 32,64 %      |
| アジャリア自治共和国                           | 57,53 %        | 37,01 %      |
| シダ・カルトリ州                               | 51,48 %        | 42,92 %      |
| クヴェモ・カルトリ州                           | 38,72 %        | 57,05 %      |
| サメグレロ＝ゼモ・スヴァネティ州               | 38,61 %        | 55,23 %      |
| ラチャ＝レチフミおよびクヴェモ・スヴァネティ州 | 46,45 %        | 48,63 %      |
| サムツヘ＝ジャヴァヘティ州                     | 29,44 %        | 67,03 %      |
| トビリシ                                       | 68,27%         | 27,15%       |
| 出典                                           |                |              |

## 選挙後の反応

### 国内の反応
選挙翌日、ミヘイル・サアカシュヴィリ大統領は統一国民運動の敗北を宣言した。彼は、勝利したジョージアの夢連合が立ち上げる新政権に対して、速やかに権限を移譲することを発表した。ジョージアの夢の代表ビジナ・イヴァニシヴィリは「ある種の二重権力の状況」は回避すべきであるとして大統領の辞任を求めたが、翌日に要求を取り下げた。野党連合は3人構成の作業部会を結成し、権限のスムーズな移行に向けた協議を、現政権との間で開始した。一方で統一国民運動は10月4日に4人構成の作業部会を結成し、新たな多数党議員との交渉に向けた準備を進めた。
いくつかの選挙区では選挙管理委員会の付近にジョージアの夢の活動家たちが集まったが、公式の暫定発表によると、彼らは統一国民運動の主導で集まったものであった。中央選挙管理委員会の委員長ズラブ・ハラティシヴィリは、一部の選挙管理委員が脅迫を受けていると訴えた。ジョージアの夢の中心人物イラクリ・アラサニアは、複数の選挙区において不正な操作があったとの主張を行った。野党連合の代表らは公式発表の数字に疑念を示し、ジョージアの夢は選挙管理委員会の発表よりも多くの議席を獲得したと主張した。その後10月4日、イヴァニシヴィリは支持者に対して、地方選挙委員会の付近での抗議活動について中止を求めた。

### 国外の反応
ロシア - ロシア首相ドミートリー・メドヴェージェフは選挙当日、「選挙結果に関する情報は、国民が変化を求めていることを示している」と述べ、「もしこのまま結果が確定すれば、ジョージアの政治情勢はより多様化するだろう。これは恐らく、建設的で責任のある勢力が議会に出現することを意味するものであり、肯定的に捉えるべきだろう。ロシアの政権与党である統一ロシアは、ロシアとジョージアの関係の将来について対話する準備が整っている」と言及した。
ロシア外務省のアレクサンドル・ルカシェヴィチ報道官は「関係の正常化に向けた建設的な変化を望んでいる。我々は声明ではなく、行動によって判断する」と述べた。同時にルカシェヴィチは、2008年の南オセチア紛争後に採択した「占領された領土」に関する法律についてロシアはいかなる交渉も行わないことを、新政権に対して警告した。ルカシェヴィチ報道官は「アブハジア共和国」および「南オセチア共和国」について、ロシアが「占領された領土」という用語を使用することはないと述べた。
ロシア下院CIS問題委員会のレオニード・スルツキー委員長は「ジョージア議会が現在のミヘイル・サアカシュヴィリ政権に反対する人々によって管理され、ロシアとジョージアの関係に前向きの要素があることを望む」と述べた。